# Grešlové Mýto
Grešlové Mýto település Csehországban, a Znojmói járásban. Grešlové Mýto Blížkovice, Prokopov, Boskovštejn, Blanné, Ctidružice és Pavlice településekkel határos. Lakosainak száma 210 fő (2024. január 1.).

## Népesség
A település lakosságának változását az alábbi diagram mutatja:
| Lakosok száma | 226  | 231  | 265  | 258  | 227  | 193  | 224  | 216  | 208  | 210  |
|               | 1869 | 1890 | 1921 | 1950 | 1980 | 2001 | 2017 | 2019 | 2022 | 2024 |